# Омитица
Омитица — река в России, протекает в Боровичском районе Новгородской области. Впадает в озеро Люто, из которого вытекает Хадрица. Длина реки составляет 21 км.
Населённых пунктов на реке нет.

## Данные водного реестра
По данным государственного водного реестра России относится к Балтийскому бассейновому округу, водохозяйственный участок реки — Мста без р. Шлина от истока до Вышневолоцкого г/у, речной подбассейн реки — Волхов. Относится к речному бассейну реки Нева (включая бассейны рек Онежского и Ладожского озера).
Код объекта в государственном водном реестре — 01040200212102000020476.